# Santa Rita do Weil
Santa Rita do Weil é um distrito brasileiro pertencente ao município de São Paulo de Olivença, localizado no estado do Amazonas. Sua população, estimada pelo Instituto Brasileiro de Geografia e Estatística (IBGE) em 2010, era de 13 353 habitantes.
Está situada a 1.032 quilômetros de Manaus, capital do estado, e 2.713 quilômetros da capital federal, Brasília.